# Влюблённость (фильм, 1985)
«Влюблённость» (иер. трад. 1/2段情, кант.-рус.: 1/2 Дуань цин, англ. Infatuation) — гонконгская драма 1985 года, режиссёр Чан Квок-Хэй. Главные роли в фильме исполнили Лоуэлл Ло, Сесилия Ип и Рики Хёй.
Картина получила 5 номинаций на 6-й Гонконгской кинопремии. Фильм была номинирован в двух категориях на Золотую лошадь. Чун Квок-Кюн и Нг Фун-Лам получили главный приз за «Лучший монтаж».

## Сюжет
После семи лет отсутствия на родине Тонг (Лоуэлл Ло) возвращается в Гонконг. Его старый друг Брэйнлет (Рикки Хуэй) помогает ему получить работу свадебного оператора. На первой же церемонии Тонг встречает Ю-Ю (Сесилия Ип), которая выходит замуж за богатого бизнесмена Стива Хо (Эрик Юнг). Тонг сразу же влюбляется в неё. Он узнаёт, что Стив не собирается хранить верность своей новоиспеченной жене и продолжает роман с одноклассницей Энджи (Лай Он-И).

## В ролях
- Лоуэлл Ло — Тонг
- Сесилия Ип — Ю-Ю
- Рики Хёй — Брэйнлет
- Эрик Юнг — Стив Хо
- Лай Он-И — Энджи

## Награды и номинации
| Награды                    | Награды                    | Награды                         | Награды   |
| Кинопремия                 | Категория                  | Лауреат / претендент            | Результат |
| -------------------------- | -------------------------- | ------------------------------- | --------- |
| 6-я Гонконгская кинопремия | Лучшая операторская работа | Абдул М. Румджан                | Номинация |
| 6-я Гонконгская кинопремия | Лучший монтаж              | Чун Квок-Кюн Нг Фун-Лам         | Номинация |
| 6-я Гонконгская кинопремия | Лучшая музыка              | Лоуэлл Ло                       | Номинация |
| 6-я Гонконгская кинопремия | Лучшая работа художника    | Уильям Чанг                     | Номинация |
| 6-я Гонконгская кинопремия | Лучшая песня               | Лам Ман-Йи, Пун Юен Люн, Су Руи | Номинация |
| 22-я Золотая лошадь        | Лучшая операторская работа | Абдул М. Румджан                | Номинация |
| 22-я Золотая лошадь        | Лучший монтаж              | Чун Квок-Кюн Нг Фун-Лам         | Победа    |